# Adams (Califòrnia)
Per la ciutat del Comtat de Marin anteriorment amb aquest nom, vegeu Corte Madera (Califòrnia).
Adams és una comunitat no incorporada localitzada al Comtat de Lake, al nord-oest de l'estat estatunidenc de Califòrnia. Està a una altitud de 858 metres. Es troba a 46,24 quilòmetres de Santa Rosa, a 110,60 quilòmetres de Sacramento, a 123,06 quilòmetres de San Francisco i a 183,45 quilòmetres de San Jose; és a 4,8 quilòmetres de Whispering Pines, a 1 quilòmetre de Loch Lomond i a 1 quilòmetre de Hobergs.

## Geografia
Adams es troba en les coordenades 38° 51′ 23″ N, 122° 43′ 11″ O / 38.85639°N,122.71972°O i a una altitud de 858 metres.

## Política
En la legislatura estatal Adams estava en el 2n Districte del Senat, representats per la Demòcrata Noreen Evans, i en el 1r Districte d'Assemblea, representats pel Demòcrata Wesley Chesbro. Federalment, Adams està localitzat en el 1r districte congressual de Califòrnia, representats pel Demòcrata Mike Thompson.